# بغلية

## تاريخها
كانت تعرف مدينة بـغليـة في السابق باسم ربوفال Rebeval، و هذا نسبة للجنرال الفرنسي الذي قتل في ضواحي المدينة من طرف المجاهدين الجزائريين، وكانت هذه التسمية ابتداء من 17 أفريل 1884، وتعود تسمية ربوفال في السابق إجلالا وإشادة به من طرف المستعمر الفرنسي.

## حدودها
توجد بلدية بغلية بدائرة بغلية ولاية بومرداس تحدها شمالا بلدية سيدي داود وشرقا بلديتي بومرداس وغربا بلدية تاورقة وهي بلدية تعدادها السكاني حوالي 18000 مواطن يمارس معظمهم الفلاحة كون هذه البلدية لها موقع واراضي جيدة لهذا الغرض

## مواضيع ذات صلة
- بلديات ولاية بومرداس
- دوائر ولاية بومرداس